# Kanton Belmont-sur-Rance
Der Kanton Belmont-sur-Rance war bis 2015 ein französischer Wahlkreis im Département Aveyron und in der Region Midi-Pyrénées. Er umfasste sechs Gemeinden im ArrondissementMillau; sein Hauptort (frz.: chef-lieu) war Belmont-sur-Rance. Die landesweiten Änderungen in der Zusammensetzung der Kantone brachten im März 2015 seine Auflösung.
Der Kanton Belmont-sur-Rance war 224,97 km2 groß und hatte zuletzt 2.487 Einwohner (Stand: 2012).

## Gemeinden
| Gemeinde                | Einwohner (Stand: 2022) | Code postal | Code Insee |
| ----------------------- | ----------------------- | ----------- | ---------- |
| Belmont-sur-Rance       | 990                     | 12370       | 12025      |
| Montlaur                | 660                     | 12400       | 12154      |
| Murasson                | 213                     | 12370       | 12163      |
| Mounes-Prohencoux       | 193                     | 12370       | 12192      |
| Rebourguil              | 287                     | 12400       | 12195      |
| Saint-Sever-du-Moustier | 180                     | 12370       | 12249      |